# Freccia (meccanica)
Con il termine freccia, in meccanica, si definisce lo scostamento massimo dalla geometria non deformata di una trave soggetta a flessione.
Nella meccanica delle strutture si distinguono frecce elastiche e plastiche.
La freccia elastica è lo scostamento massimo dovuto a deformazione in regime elastico e viene quindi recuperata dalla trave quando cessa il carico che l’ha prodotta.
La freccia plastica è lo scostamento massimo permanente della deformazione, che sussiste anche quando il carico che l’ha prodotta viene eliminato, dovuto ad un comportamento non perfettamente elastico della trave.
Nel caso di strutture realizzate in cemento, la freccia (calcolata o misurata) varia nel tempo a causa della lenta velocità con cui si deformano plasticamente. Si possono quindi distinguere frecce istantanee e frecce a tempi lunghi.
Nelle normative tecniche vengono imposti generalmente limiti di deformabilità delle strutture. Per questo è importante il calcolo delle frecce tramite modelli matematici.